# Jigsaw Falling into Place
"Jigsaw Falling into Place" fou el primer senzill extret de l'àlbum In Rainbows, setè disc d'estudi del grup britànic Radiohead.
Inicialment fou titulada provisionalment "Open Pick" i fou interpretada durant la gira del 2006. Posteriorment va tenir certa repercussió en les emissores de ràdio i arribà també a la posició número 30 de la llista britànica de senzills. Fou el primer senzill de Radiohead no publicat per una gran discogràfica com EMI, sinó que ho va fer el segell independent XL Recordings. La revista Time la va escollir en la cinquena posició de les deu millors cançons del 2007.
El videoclip fou dirigit per Adam Buxton i Garth Jennings mostrant tots els membres del grup tocant la cançó en una habitació i material fotogràfic, tot filmat en blanc i negre. Fou penjat al canal de Radiohead de YouTube el 28 de novembre de 2007.

## Llista de cançons
7"
1. "Jigsaw Falling into Place"
2. "Videotape" (Directe de From the Basement)[2]

CD
1. "Jigsaw Falling into Place" – 4:09
2. "Down Is the New Up" (Directe de From the Basement) – 5:07
3. "Last Flowers" (Directe de From the Basement) – 4:11